# Western Justice (film 1907)
Western Justice è un cortometraggio muto del 1907 diretto e interpretato da G.M. Anderson (Gilbert M. 'Broncho Billy' Anderson).

## Trama
Trama in (EN)  su IMDb di The Moving Picture World, 29 giugno 1907

## Produzione
Il film fu prodotto dalla Selig Polyscope Company.

## Distribuzione
Distribuito dalla Selig Polyscope Company, il film - un cortometraggio di una bobina - uscì nelle sale cinematografiche statunitensi il 22 giugno 1907.